# Det Nationale Genforeningsråd
Det Nationale Genforeningsråd (Kinesisk: 國家統一委員會; pinyin: Guójiā Tǒngyī Wěiyuánhuì), oprettet i 1990, er et regeringsorgan i Republikken Kina på Taiwan, der har som mål at arbejde for genforening med Folkerepublikken Kina. Rådet har ikke været aktivt siden det blev stoppet i 2000 af Taiwan's præsident Chen Shui-bian, der hælder mod uafhængighed for Taiwan og er imod genforening.
Den 27. februar 2006 meddelte Chan officielt at rådet ville "ophøre med at fungere" og at rådets formål vil ophøre med at være gældende.